# Day&Night (CLASS:y의 음반)
《Day&Night》(데이&나이트)는 2022년 10월 26일 발매한 클라씨의 미니 2집이다. 평범한 학생(Day)이었던 클라씨가 아이돌(Night)로 탄생하는 과정을 담았다. 영어로 지은 클라씨의 음반·노래 이름에서 처음으로 알파벳 소문자가 사용되었다.
9월 30일 클라씨 소속사 M25에서 트위터를 통해 10월 26일 컴백을 공개하고 10월 5일부터 예약 판매를 시작했다.

## 발매 전 정보
| 《Day&Night》 발매 전 정보공개 목록 |           |                                    |
| 연도                                | 날짜      | 공개사항                           |
| 2022                                | 9월 21일  | 컴백 예고 이미지 '8721026'         |
| 2022                                | 9월 30일  | 뮤직드라마 이미지·컴백 날짜 공개   |
| 2022                                | 10월 5일  | 뮤직비디오 이미지                  |
| 2022                                | 10월 10일 | 오브제 포스터                      |
| 2022                                | 10월 12일 | 티저 이미지 #1 형서, 보은          |
| 2022                                | 10월 13일 | 티저 이미지 #2 채원, 지민, 선유    |
| 2022                                | 10월 14일 | 티저 이미지 #3 혜주, 리원          |
| 2022                                | 10월 15일 | 티저 이미지 #4 전체 멤버           |
| 2022                                | 10월 17일 | 앨범 프리뷰                        |
| 2022                                | 10월 19일 | 트랙리스트                         |
| 2022                                | 10월 20일 | 하이라이트 메들리                  |
| 2022                                | 10월 21일 | 〈Tick Tick Boom〉 뮤직비디오 티저 |
| 2022                                | 10월 21일 | 컴백 프리뷰 티저 #1                |
| 2022                                | 10월 22일 | 컴백 프리뷰 티저 #2                |
| 2022                                | 10월 24일 | 〈ZEALOUS〉 뮤직비디오 티저        |

## 수록곡
〈ZEALOUS〉는 곡 일부가 미니 1집 수록곡 공개 영상 배경음으로 쓰인 적이 있다.
| #            | 제목               | 작사                                                                                     | 작곡                                                                                     | 편곡                                                          | 재생 시간 |
| ------------ | ------------------ | ---------------------------------------------------------------------------------------- | ---------------------------------------------------------------------------------------- | ------------------------------------------------------------- | --------- |
| 1.           | 〈Tick Tick Boom〉 | 오유원, 라이언전, Anders Nilsen, Kristin Carpenter, Askjell Solstrand, Simen Thunes Hope | 오유원, 라이언전, Anders Nilsen, Kristin Carpenter, Askjell Solstrand, Simen Thunes Hope | 라이언전, Anders Nilsen                                       | 3:00      |
| 2.           | 〈ZEALOUS〉        | 오유원, 라이언전, Hanif "Hitmanic" Sabzevari, Dennis "DeKo" Kordnejad                    | 라이언전, Hanif "Hitmanic" Sabzevari, Dennis "DeKo" Kordnejad                            | 라이언전, Hanif "Hitmanic" Sabzevari, Dennis "DeKo" Kordnejad | 3:55      |
| 총 재생 시간 | 총 재생 시간       | 총 재생 시간                                                                             | 총 재생 시간                                                                             | 총 재생 시간                                                  | 6:55      |

## 활동
2022년 10월 26일 오후 4시에 청담동 일지아트홀에서 미디어 쇼케이스를 개최하고 6시에 음원을 발매했다. 8시에는 네이버 나우를 통해 팬 쇼케이스를 방영했다. 10월 28일 뮤직뱅크의 〈Tick Tick Boom〉 무대로 음악방송에 처음 출연했다. 〈ZEALOUS〉 무대는 10월 29일 MBC 쇼! 음악중심에서 처음으로 방영되었다.
10월 29일 부산원아시아페스티벌 파크콘서트에 출연했으며 박보은이 박철규와 함께 MC를 맡아 진행했다. 10월 30일에는 SBS 인기가요에 출연할 예정이었으나 이태원 참사의 여파로 국가애도기간이 선포됨에 따라 결방되었고 같은 날 진행하려고 했던 팬사인회와 영상통화도 연기했다. 10월 31일로 예정되어 있었던 더현대 서울 팝업스토어 방문도 취소했다. 11월 2일로 예정된 제9회 이데일리 문화대상 축하공연도 이태원 참사에 애도를 표하며 진행하지 않았고 클라씨 멤버들이 각 부문 수상후보를 소개하는 유튜브 영상만 공개되었다. 같은 날 방영될 예정이었던 《주간 아이돌》 586회는 11월 9일로 연기되었다. 11월 4일로 예정된 팬사인회도 연기했다.
11월 6일 SBS 인기가요에 출연해 활동을 재개했다. 11월 9일 《주간 아이돌》에 출연하면서 필리핀 소녀 아이엔을 후원하는 굿네이버스의 드림컴트루 캠페인에 참여했다. 11월 22일부터 12월 12일까지 유튜브에 공개된 SBS 서바이벌 프로그램 《댄싱돌 스테이지2》에 참가했다.
11월 24일 시즌 그리팅을 발매하고 2023년 2월에 일본에서 팬미팅을 할 예정이라고 밝혔다. 12월 5일 롯데호텔 서울에서 열린 동아스포츠대상 시상식에서 축하 공연을 했다. 12월 13일 KBS안동방송국과 경북교육청이 주최한 행복콘서트에서 〈Tick Tick Boom〉, 〈ZEALOUS〉, 〈SHUT DOWN〉을 공연했다. 12월 15일 MBC 가요대제전 출연이 확정되었다. 이로써 2021년 《방과후 설렘》 참가자로 아이키, 전소연과 함께 출연한 《가요대제전》 〈Same Same Different〉무대에 이어 2년 연속 출연하게 되었다. 12월 17일 쇼! 음악중심을 끝으로 미니 2집 음악방송 활동을 마쳤다. 12월 20일 육군 32사단에서 위문공연을 했다. 12월 30일 원지민과 박보은이 우아!의 나나·우연, 위클리의 조아·박소은, 첫사랑의 유나·수아와 함께 촬영한 2022년 보이그룹 인기곡 릴레이댄스 영상이 공개되었다.
12월 31일 《2022 MBC 가요대제전》 1부에서 〈Tick Tick Boom〉 무대를 선보인 후 코요태 노래 〈비몽〉을 부르며 장성규와 함께 콜라보 무대를 만들고, 뒤이어 출연한 코요태의 〈순정+GO〉 무대에도 등장했다.
2023년 1월 8일부터 형서가 M25 유튜브 채널에서 라이브 방송 《형서야! 오늘 뭐해!?》를 올렸다. 1월 12일부터 걸그룹 서바이벌 프로그램《The NEXT》의 녹화를 시작했다.

### 뮤직비디오
〈Tick Tick Boom〉 뮤직비디오는 클라씨 멤버들의 데뷔 전, 〈ZEALOUS〉 뮤직비디오는 데뷔 후의 이야기를 담고 있으며  데뷔 전과 후의 모습이 하나의 스토리로 연결되게 제작했다.
| 연도 | 날짜      | 영상               |
| ---- | --------- | ------------------ |
| 2022 | 10월 26일 | 〈Tick Tick Boom〉 |
| 2022 | 10월 26일 | 〈ZEALOUS〉        |

발매 첫날인 10월 26일에는 〈ZEALOUS〉 조회수가 좀더 많았으나 27일부터는 〈Tick Tick Boom〉 조회수가 더 많아졌다. 31일에 〈Tick Tick Boom〉 조회수가 500만회를 넘었으며, 11월 4일에 클라씨 뮤직비디오 중에서는 처음으로 천만회를 돌파했다. 〈ZEALOUS〉도 11월 3일에 조회수 500만회를 기록해 두 뮤직비디오 모두 다 미니 1집 Y 〈SHUT DOWN〉 조회수를 넘어섰다.
- 10.26 ~ 11.4 《Day&Night》 유튜브 뮤직비디오 조회수[37]

### 음악방송
2022년 10월 28일 뮤직뱅크부터 12월 17일 쇼! 음악중심까지 출연했다. 미니 1집 《CLASS IS OVER》·《LIVES ACROSS》 활동과 달리 엠카운트다운에는 출연하지 않았다.
| 노래               | 방송사  | 프로그램명   | 날짜      |
| ------------------ | ------- | ------------ | --------- |
| 〈Tick Tick Boom〉 | KBS     | 뮤직뱅크     | 10월 28일 |
| 〈Tick Tick Boom〉 | KBS     | 뮤직뱅크     | 11월 18일 |
| 〈Tick Tick Boom〉 | MBC     | 쇼! 음악중심 | 10월 29일 |
| 〈Tick Tick Boom〉 | MBC     | 쇼! 음악중심 | 11월 12일 |
| 〈Tick Tick Boom〉 | MBC     | 쇼! 음악중심 | 11월 19일 |
| 〈Tick Tick Boom〉 | MBC     | 쇼! 음악중심 | 11월 26일 |
| 〈Tick Tick Boom〉 | MBC     | 쇼! 음악중심 | 12월 17일 |
| 〈Tick Tick Boom〉 | SBS     | 인기가요     | 11월 6일  |
| 〈Tick Tick Boom〉 | SBS     | 인기가요     | 11월 13일 |
| 〈Tick Tick Boom〉 | SBS     | 인기가요     | 11월 20일 |
| 〈Tick Tick Boom〉 | SBS MTV | 더 쇼        | 11월 15일 |
| 〈Tick Tick Boom〉 | SBS MTV | 더 쇼        | 11월 22일 |
| 〈Tick Tick Boom〉 | MBC M   | 쇼 챔피언    | 11월 16일 |
| 〈Tick Tick Boom〉 | MBC M   | 쇼 챔피언    | 11월 23일 |
| 〈ZEALOUS〉        | KBS     | 뮤직뱅크     | 12월 2일  |
| 〈ZEALOUS〉        | MBC     | 쇼! 음악중심 | 10월 29일 |
| 〈ZEALOUS〉        | MBC     | 쇼! 음악중심 | 11월 12일 |
| 〈ZEALOUS〉        | MBC     | 쇼! 음악중심 | 12월 3일  |
| 〈ZEALOUS〉        | MBC     | 쇼! 음악중심 | 12월 10일 |
| 〈ZEALOUS〉        | SBS     | 인기가요     | 12월 11일 |
| 〈ZEALOUS〉        | SBS MTV | 더 쇼        | 11월 15일 |
| 〈ZEALOUS〉        | MBC M   | 쇼 챔피언    | 11월 30일 |
| 〈ZEALOUS〉        | MBC M   | 쇼 챔피언    | 12월 7일  |

### 《댄싱돌 스테이지2》 참가
11월 22일 SBS에서 주최한 《댄싱돌 스테이지2》에 참가한 영상이 공개되었다. 1라운드에서 걸크러시 컨셉을 잘 살릴 수 있다고 생각해서 블랙핑크의 〈Pink Venom〉을 선택했다. 2라운드에서는 에너지와 활기찬 느낌을 잘 살릴 수 있다는 자신감으로 소녀시대의 〈I GOT A BOY〉를 선택했다. 자신들의 곡을 선택해야 하는 3라운드에서는 클라씨의 다채로운 매력을 극대화할 수 있는 곡이라고 생각한 〈ZEALOUS〉를 선택했다. 1·2라운드에서는 2위, 3라운드에서는 1위를 차지했다. 2023년 1월 4일에 유튜브 채널 모덕불에서 클라씨의 최종 우승이 발표되었다.
| 그룹     | 1라운드 (투표기간: 11.22~11.27) | 1라운드 (투표기간: 11.22~11.27) |
| -------- | ------------------------------- | ------------------------------- |
| 뷰티박스 | NCT U 〈90'S LOVE〉             | 6.15%                           |
| 아이칠린 | 스트레이 키즈 〈MANIAC〉        | 38.54%                          |
| 아일리원 | 방탄소년단 〈피 땀 눈물〉       | 18.31%                          |
| 클라씨   | 블랙핑크 〈Pink Venom〉         | 37%                             |
| 그룹     | 2라운드 (투표기간: 12.1~12.6)   | 2라운드 (투표기간: 12.1~12.6)   |
| 뷰티박스 | 리사 〈MONEY〉                  | 1.86%                           |
| 아이칠린 | 세븐틴 〈독 : Fear〉            | 47.95%                          |
| 아일리원 | (여자)아이들 〈한(一)〉         | 3.84%                           |
| 클라씨   | 소녀시대 〈I GOT A BOY〉        | 46.36%                          |
| 그룹     | 3라운드 (투표기간: 12.8~12.13)  | 3라운드 (투표기간: 12.8~12.13)  |
| 뷰티박스 | 뷰티박스 〈관심사〉             | 3.42%                           |
| 아이칠린 | 아이칠린 〈Draw〉               | 41.85%                          |
| 아일리원 | 아일리원 〈Que Sera Sera〉      | 8.36%                           |
| 클라씨   | 클라씨 〈ZEALOUS〉              | 46.37%                          |

### 공연
| 연도 | 날짜      | 영상                                            |
| ---- | --------- | ----------------------------------------------- |
| 2022 | 10월 29일 | 부산원아시아페스티벌 파크콘서트                 |
| 2022 | 12월 5일  | 동아스포츠대상                                  |
| 2022 | 12월 13일 | KBS 안동 행복콘서트                             |
| 2022 | 12월 31일 | 《MBC 가요대제전》 〈Tick Tick Boom〉, 〈비몽〉 |

### 방송 프로그램
| 연도 | 날짜              | 방송사     | 프로그램명                            | 참여 멤버        |
| ---- | ----------------- | ---------- | ------------------------------------- | ---------------- |
| 2022 | 8월 30일~11월 6일 | JTBC       | 《두 번째 세계》 1~9회                | 선유             |
| 2022 | 10월 29일         | JTBC       | 《K-909》 6회                         | 전원             |
| 2022 | 11월 9일          | MBC M      | 《주간 아이돌》 586회                 | 전원             |
| 2022 | 11월 11일·18일    | JTBC       | 《히든싱어》 시즌7 13회·14회          | 채원, 보은, 선유 |
| 2022 | 11월 19일         | SBS 파워FM | 《웬디의 영스트리트》 영스스쿨 클라씨 | 리원, 보은, 선유 |
| 2022 | 12월 31일         | MBC        | 《MBC 가요대제전》                    | 전원             |

### 라이브 방송
| 연도 | 날짜      | 인터넷 플랫폼 | 제목                          |
| ---- | --------- | ------------- | ----------------------------- |
| 2022 | 10월 21일 | 인스타그램    | 컴백 직전 인스타 라이브       |
| 2022 | 10월 24일 | 유튜브        | 《주간 아이돌》 기습 라이브   |
| 2022 | 10월 26일 | 네이버 나우   | 팬 쇼케이스                   |
| 2022 | 11월 16일 | 네이버 나우   | 《NEXTREND》                  |
| 2022 | 11월 16일 | 아이돌챔프    | 더팬라이브                    |
| 2022 | 11월 16일 | 네이버 바이브 | 애프터파티                    |
| 2022 | 11월 20일 | 인스타그램    | 데뷔 200일 기념 인스타 라이브 |
| 2022 | 11월 25일 | 인스타그램    | 지민 생일 인스타 라이브       |
| 2022 | 12월 9일  | 인스타그램    | 혜주 생일 인스타 라이브       |
| 2022 | 12월 25일 | 인스타그램    | 형서 인스타 라이브            |
| 2023 | 1월 8일   | 유튜브        | 《형서야! 오늘 뭐해?!》 EP.1  |
| 2023 | 1월 9일   | 인스타그램    | 채원 인스타 라이브            |
| 2023 | 1월 10일  | 인스타그램    | 보은 인스타 라이브            |
| 2023 | 1월 11일  | 인스타그램    | 리원 생일 인스타 라이브       |
| 2023 | 1월 18일  | 유튜브        | 《형서야! 오늘 뭐해?!》 EP.2  |
| 2023 | 1월 20일  | 유튜브        | 《형서야! 오늘 뭐해?!》 EP.3  |
| 2023 | 1월 27일  | 유튜브        | 《형서야! 오늘 뭐해?!》 EP.4  |

### 인터뷰
| 연도 | 날짜      | 종류 | 제작       | 제목                         |
| ---- | --------- | ---- | ---------- | ---------------------------- |
| 2022 | 11월 7일  | 영상 | 팅그라운드 | 팅터뷰                       |
| 2022 | 11월 22일 | 영상 | 한국일보   | 우리 아이돌을 소개합니다 1부 |
| 2022 | 12월 16일 | 영상 | 한국일보   | 우리 아이돌을 소개합니다 2부 |

### 관련 영상
| 연도 | 날짜      | 제작         | 영상                                           |
| ---- | --------- | ------------ | ---------------------------------------------- |
| 2022 | 10월 26일 | 연합뉴스     | 《Day&Night》 미디어 쇼케이스                  |
| 2022 | 10월 26일 | M25          | 〈Tick Tick Boom〉 응원법                      |
| 2022 | 10월 26일 | M25          | 〈ZEALOUS〉 응원법                             |
| 2022 | 10월 26일 | 원더케이     | 〈ZEALOUS〉 수트댄스 퍼포먼스                  |
| 2022 | 10월 27일 | 오오티비     | 〈Tick Tick Boom〉 퍼포먼스                    |
| 2022 | 10월 27일 | M25          | 〈Tick Tick Boom〉 라이브 스테이지 안무 연습   |
| 2022 | 10월 28일 | MBC          | 잇츠라이브 〈ZEALOUS〉                         |
| 2022 | 10월 28일 | KBS          | 《뮤직뱅크》 1141회 인터뷰                     |
| 2022 | 10월 28일 | M25          | 〈ZEALOUS〉 라이브 스테이지 안무 연습          |
| 2022 | 11월 6일  | M25          | 〈Tick Tick Boom〉 안무 연습(Day Ver.)         |
| 2022 | 11월 6일  | M25          | 뮤직비디오 촬영 비하인드 #1 〈Tick Tick Boom〉 |
| 2022 | 11월 6일  | 팅그라운드   | 〈Tick Tick Boom〉 퍼포먼스                    |
| 2022 | 11월 7일  | M25          | 〈Tick Tick Boom〉 안무 연습(Night Ver.)       |
| 2022 | 11월 8일  | 엠넷         | 〈ZEALOUS〉 릴레이 댄스                        |
| 2022 | 11월 9일  | MBC M        | 《주간아 키링공방》 1회                        |
| 2022 | 11월 11일 | 연합뉴스     | 통통컬처 늎:New Face 클라씨편                  |
| 2022 | 11월 13일 | M25          | 〈ZEALOUS〉 안무 연습(Day Ver.)                |
| 2022 | 11월 14일 | 병무청       | 자랑스럽군 챌린지 시즌3                        |
| 2022 | 11월 14일 | 비하인드     | 《웬디의 영스트리트》 출근길                   |
| 2022 | 11월 15일 | M25          | 뮤직비디오 촬영 비하인드 #2 〈ZEALOUS〉        |
| 2022 | 11월 16일 | M25          | 2023학년도 수능 응원 메세지                    |
| 2022 | 11월 17일 | M25          | 〈ZEALOUS〉 안무 연습(Night Ver.)              |
| 2022 | 11월 18일 | KBS          | 《뮤직뱅크》 1142회 출근길                     |
| 2022 | 11월 22일 | SBS          | 《댄싱돌 스테이지2》 1R 〈Pink Venom〉         |
| 2022 | 11월 24일 | M25          | 〈Tick Tick Boom〉 녹음 비하인드               |
| 2022 | 11월 25일 | MBC M        | 〈Tick Tick Boom〉 챌린지스쿨                  |
| 2022 | 11월 26일 | SBS MTV      | 비하인드 《더 쇼》                             |
| 2022 | 11월 28일 | SBS          | 《댄싱돌 스테이지2》 EP.1-1                    |
| 2022 | 12월 1일  | M25          | 《Day&Night》 팬 쇼케이스 비하인드             |
| 2022 | 12월 1일  | SBS          | 《댄싱돌 스테이지2》 2R 〈I GOT A BOY〉        |
| 2022 | 12월 5일  | SBS          | 《댄싱돌 스테이지2》 EP.2-1                    |
| 2022 | 12월 6일  | MBC M        | 《드림센터 스터디룸》 4회                      |
| 2022 | 12월 8일  | SBS          | 《댄싱돌 스테이지2》 3R 〈ZEALOUS〉            |
| 2022 | 12월 10일 | M25          | 《Day&Night》 음악방송 비하인드 #1             |
| 2022 | 12월 12일 | SBS          | 《댄싱돌 스테이지2》 EP.3-1                    |
| 2022 | 12월 12일 | 멜론         | 클라씨의 《인기가요》 현장 언박싱              |
| 2022 | 12월 16일 | MBC M        | 《드림센터 스터디룸》 4회 미방분 - K팝 챌린지  |
| 2022 | 12월 19일 | 아이돌플러스 | 《아이돌, 봄》 클라씨 편 1회                   |
| 2022 | 12월 21일 | 아이돌플러스 | 《아이돌, 봄》 클라씨 편 2회                   |
| 2022 | 12월 21일 | 소소전파사   | 《어골마돌》 클라씨 1회                        |
| 2022 | 12월 22일 | MBC M        | 2022 주간아를 빛내준 아이돌 #2                 |
| 2022 | 12월 23일 | M25          | 2022 크리스마스 인사 메시지                    |
| 2022 | 12월 24일 | MBC          | 〈ZEALOUS〉 교차편집                           |
| 2022 | 12월 25일 | M25          | 〈ZEALOUS〉 안무 연습(크리스마스 Ver.)         |
| 2022 | 12월 27일 | M25          | 《Day&Night》 음악방송 비하인드 #2             |
| 2022 | 12월 28일 | 소소전파사   | 《어골마돌》 클라씨 2회                        |
| 2022 | 12월 30일 | 엠넷         | 2022년 K-POP 보이그룹 스페셜 릴레이댄스        |
| 2023 | 1월 9일   | M25          | 《2022 가요대제전》 비하인드                   |
| 2023 | 1월 20일  | SBS MTV      | 어나더클라스 클라씨 1부                        |
| 2023 | 1월 20일  | M25          | 2023 설 인사 메세지                            |
| 2023 | 1월 22일  | M25          | 블랙핑크 〈How You Like That〉 댄스 커버       |
| 2023 | 1월 23일  | M25          | 티아라 〈Roly-Poly〉 댄스 커버                 |
| 2023 | 1월 27일  | SBS MTV      | 어나더클라스 클라씨 2부                        |

### 팬이벤트
| 연도 | 날짜·시간                                                                    | 종류            | 응모처                                       | 장소/영상                    | 출처   |
| ---- | ---------------------------------------------------------------------------- | --------------- | -------------------------------------------- | ---------------------------- | ------ |
| 2022 | 10월 26일 오후 08:00                                                         | 쇼케이스        | 1Takes 보관됨 2022-10-17 - 웨이백 머신       | 일지아트홀                   | [ 67 ] |
| 2022 | 10월 27일~11월 3일 (월~목)오전 10:30~오후 08:00 (금~일)오전 10:30~오후 08:30 | 팝업스토어      |                                              | 더현대 서울 6층 언커먼스토어 | [ 68 ] |
| 2022 | 10월 28일 오후 08:00                                                         | 팬사인회        | 마이뮤직테이스트                             | 에스플렉스센터 다목적홀      | [ 69 ] |
| 2022 | 10월 30일 오후 06:30(11월 12일로 연기)                                       | 팬사인회        | 에버라인                                     |                              | [ 70 ] |
| 2022 | 10월 30일 오후 09:00(11월 12일로 연기)                                       | 영상통화        | 에버라인                                     |                              | [ 70 ] |
| 2022 | 11월 4일 오후 08:00(11월 11일로 연기)                                        | 팬사인회        | 1Takes 보관됨 2022-10-12 - 웨이백 머신       |                              | [ 71 ] |
| 2022 | 11월 5일 오후 06:30                                                          | 팬사인회        | 디어마이뮤직                                 | 제일라아트홀                 | [ 72 ] |
| 2022 | 11월 5일 오후 09:00                                                          | 영상통화        | 디어마이뮤직                                 |                              | [ 72 ] |
| 2022 | 11월 6일 오후 07:00                                                          | 팬사인회        | 뮤직코리아                                   | 동자아트홀                   | [ 73 ] |
| 2022 | 11월 6일 오후 09:00                                                          | 영상통화        | 뮤직코리아                                   |                              |        |
| 2022 | 11월 11일 오후 07:30                                                         | 팬사인회        | 1Takes                                       | CTS 컨벤션홀                 |        |
| 2022 | 11월 12일 오후 06:30                                                         | 팬사인회        | 에버라인                                     |                              | [ 74 ] |
| 2022 | 11월 12일 오후 09:00                                                         | 영상통화        | 에버라인                                     | 에버라인 뮤직&카페           | [ 74 ] |
| 2022 | 11월 13일 오후 06:30                                                         | 영상통화        | 메이크스타                                   |                              | [ 75 ] |
| 2022 | 11월 19일 오후 07:00                                                         | 팬사인회        | DMC뮤직                                      | 동자아트홀                   | [ 76 ] |
| 2022 | 11월 24일 오전 08:00~오후 10:00 11월 25일~26일 오전 08:00~오후 06:00         | 원지민 생일카페 |                                              | 오래도록 예쁘다              | [ 77 ] |
| 2022 | 11월 25일 오후 07:30                                                         | 팬사인회        | 조은뮤직                                     | 목동 방송회관 코바코홀       | [ 78 ] |
| 2022 | 11월 26일 오후 07:00                                                         | 팬사인회        | 비트로드                                     | 동자아트홀                   | [ 79 ] |
| 2022 | 11월 26일 팬사인회 종료 후                                                   | 영상통화        | 비트로드                                     |                              | [ 79 ] |
| 2022 | 11월 27일 오후 07:30                                                         | 팬사인회        | 점프업이엔티 보관됨 2022-11-16 - 웨이백 머신 | 동자아트홀                   | [ 80 ] |
| 2022 | 11월 27일 오후 09:30                                                         | 영상통화        | 점프업이엔티 보관됨 2022-11-16 - 웨이백 머신 |                              | [ 80 ] |
| 2022 | 12월 2일 오후 07:30                                                          | 팬사인회        | 1Takes 보관됨 2022-11-22 - 웨이백 머신       |                              |        |
| 2022 | 12월 2일 오후 09:0                                                           | 영상통화        | 1Takes 보관됨 2022-11-22 - 웨이백 머신       |                              |        |
| 2022 | 12월 8일 오전 08:00~오후 08:00 12월 9일 오전 08:00~오후 06:00                | 혜주 생일카페   |                                              | 에스포인카프 서초점          | [ 81 ] |
| 2022 | 12월 9일 오후 07:30                                                          | 팬사인회        | 미니레코드                                   | 바나나홀                     |        |
| 2022 | 12월 9일 오후 09:00                                                          | 영상통화        | 미니레코드                                   |                              |        |
| 2022 | 12월 10일 오후 06:30                                                         | 영상통화        | 메이크스타                                   |                              | [ 82 ] |
| 2022 | 12월 11일 오후 06:30                                                         | 팬사인회        | 에버라인                                     | 에버라인 뮤직&카페           | [ 83 ] |
| 2022 | 12월 11일 팬사인회 종료 직후                                                 | 영상통화        | 에버라인                                     |                              | [ 83 ] |
| 2022 | 12월 17일 오후 07:00                                                         | 팬사인회        | 비트로드                                     | 스페이스살림                 | [ 84 ] |
| 2022 | 12월 17일 팬사인회 종료 직후                                                 | 영상통화        | 비트로드                                     |                              | [ 84 ] |
| 2022 | 12월 18일 오후 07:30                                                         | 팬사인회        | 조은뮤직                                     | 12월 18일 팬사인회 영상      | [ 85 ] |
| 2022 | 12월 18일 오후 09:30                                                         | 영상통화        | 조은뮤직                                     |                              | [ 85 ] |
| 2023 | 1월 예정                                                                     | 팬사인회        | 에버라인                                     |                              | [ 86 ] |
| 2023 | 1월 예정                                                                     | 영상통화        | 에버라인                                     |                              | [ 86 ] |
| 2023 | 1월 6일~8일 오전 10:30~오후 07:30                                            | 김리원 생일카페 |                                              | 르퓨어카페                   | [ 87 ] |
| 2023 | 1월 7일~8일                                                                  | 김리원 생일카페 |                                              | 포토랩플러스 압구정로데오점  | [ 87 ] |

| 클라씨의 음반   |                         |               |
| 미니 앨범 1집 Z | 미니 앨범 2집 Day&Night | 일본 싱글 2집 |
| LIVES ACROSS    | 미니 앨범 2집 Day&Night | TARGET        |
|                 |                         |               |
|                 |                         |               |